# Костный эпифиз

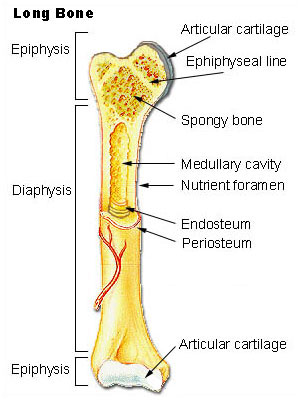
Строение трубчатой кости

Эпи́физ (др.-греч. epiphysis — букв. приросток) — закруглённый, чаще расширенный, концевой отдел трубчатой кости, формирующий сустав со смежной костью посредством сочленения их суставных поверхностей. Одна из суставных поверхностей обычно выпуклая (располагается на суставной головке), а другая вогнутая (формируется суставной ямкой).
Костная ткань эпифиза имеет губчатую структуру. Между эпифизом и диафизом кости лежат хрящевая эпифизарная пластинка и метафиз, за счёт которых происходит рост кости. Суставная поверхность эпифиза покрыта суставным хрящом, под которым располагается субхондральная пластинка, богатая капиллярами и нервными окончаниями.
Эпифиз заполнен красным костным мозгом, производящим эритроциты (красные кровяные тельца).

## Патология
К заболеваниям эпифиза относятся асептический (аваскулярный) некроз, рассекающий остеохондрит, хондробластома, гигантоклеточная опухоль и др.

## Иллюстрации

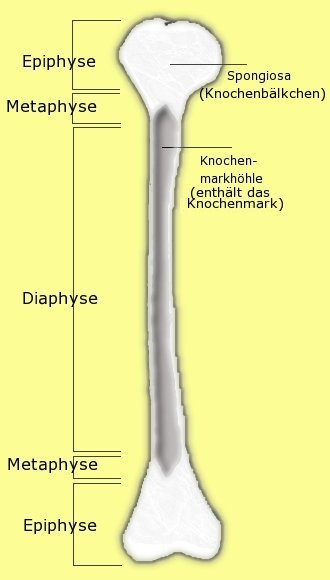
Трубчатая кость
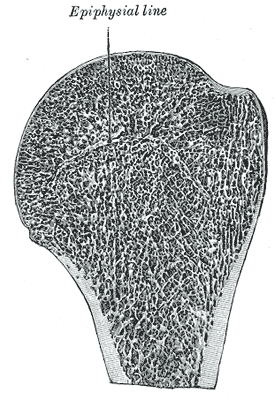
Продольный срез головки плечевой кости.